# Psychiatrisch ziekenhuis Caritas
Het Psychiatrisch ziekenhuis Karus is een psychiatrisch ziekenhuis in de Oost-Vlaamse plaats Melle, gelegen aan de Caritasstraat 74-76.

## Geschiedenis
Het Sint-Jozefsgesticht voor krankzinnigen was de voorloper van dit ziekenhuis. Van 1905-1911 werd, in opdracht van de Zusters van Liefde van Jezus en Maria, aan het nieuwe ziekenhuis gebouwd en dit werd uitgevoerd in paviljoenbouw, naar voorbeelden uit Nederland en Duitsland. Het concept voorzag in een soort dorpsstructuur, verwijderd van bestaande bebouwde kommen. Het werd ontworpen door Jan Haché. Sinds 1 januari 2020 is Caritas omgevormd naar KARUS, ontstaan uit een fusie tussen de inrichtende machten van het Psychiatrisch Centrum Caritas in Melle en het Psychiatrisch Ziekenhuis Sint-Camillus in Sint-Denijs-Westrem.

## Gebouwencomplex
De ingang tot het hoofdgebouw bevindt zich tussen twee opvallende villa's die bewoond werden door de hoofdaalmoezenier en de hoofdgeneeskundige. Er is een groot hoofdgebouw met neoclassicistische stijlelementen, waarvan de voorgevel symmetrisch is uitgevoerd. Achter de hoofdingang bevindt zich een neogotische kapel met dakruiter.
Op het domein werden een aantal paviljoens en een dienstgebouw opgericht.